# Semovente 75/46
A Semovente 75/46 egy olasz gyártmányú önjáró löveg volt, melyet a második világháború végén használtak. Alapjául az M15/42 típusú közepes harckocsi szolgált, melyre egy 75 mm-es L/46 kaliberhosszúságú páncéltörő löveget építettek. Olaszország szövetséges oldalra való átállása után az Ansaldo gyár fölött a németek vették át az irányítást. A németek az M 42L egy módosított változatának gyártását rendelték el, amelyhez a 75/46-os löveget szánták fő fegyverzetként. Az eredményként kapott új jármű az M 42T da 75/46 (a „T” betű az olasz Tedesco szó rövidítése, amely magyarul Németet jelent) jelölést viselte. Csak kis számban készült a harcjármű, melyeket kizárólag a német erők használtak. Körülbelül 15 darabot gyártottak belőle.

## Fordítás
- Ez a szócikk részben vagy egészben  a   Semovente 75/46 című angol Wikipédia-szócikk ezen változatának fordításán alapul.  Az eredeti cikk szerkesztőit annak laptörténete sorolja fel. Ez a jelzés csupán a megfogalmazás eredetét és a szerzői jogokat jelzi, nem szolgál a cikkben szereplő információk forrásmegjelöléseként.